# Pamplie

Pamplie este o comună în departamentul Deux-Sèvres, Franța. În 2009 avea o populație de 274 de locuitori.